# Бланкан (лунный кратер)
Кратер Бланкан (лат. Blancanus), не путать с кратером Бланкин (лат. Blanchinus) — крупный ударный кратер в гористой материковой области южной части видимой стороны Луны. Название дано в честь итальянского астронома Джузеппе Бланкана (1566—1624) и утверждено Международным астрономическим союзом в 1935 г. Образование кратера относится к нектарскому периоду.

## Описание кратера

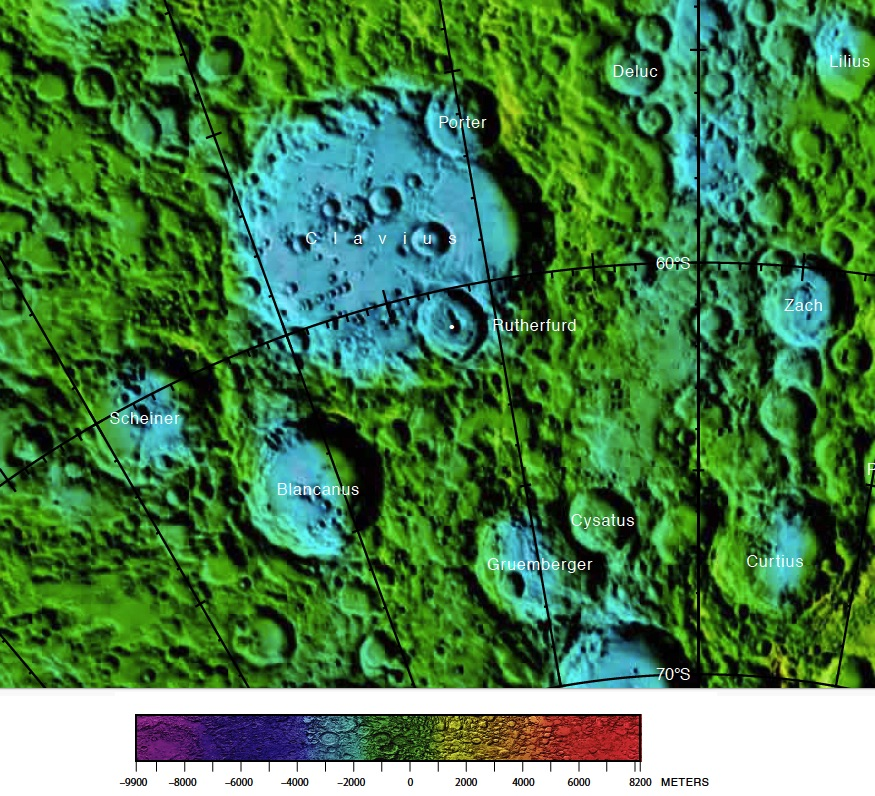
Окрестности кратера Бланкан. Фрагмент карты видимой стороны Луны.

Ближайшими соседями кратера являются кратер Шейнер на северо-западе; кратер Клавий на севере-северо-востоке; кратер Резерфурд на северо-востоке и кратер Клапрот на юге-юго-западе. Селенографические координаты центра кратера 63°46′ ю. ш. 21°38′ з. д. / 63,77° ю. ш. 21,63° з. д., диаметр 105,8 км, глубина 5,97 км.
Вал кратера достаточно хорошо сохранился, внутренний склон вала имеет террасовидную структуру. Высота вала над окружающей местностью составляет 1580 м, один из пиков в западной части вала имеет возвышение приблизительно 5486 м. Дно чаши кратера сравнительно ровное, в чаше кратера находятся два небольших центральных пика несколько смещенные к юго-западу от центра чаши. В южной части чаши находятся несколько небольших кратеров. Объем кратера составляет приблизительно 14300 км³.

## Сателлитные кратеры
| Бланкан | Координаты                                            | Диаметр, км |
| ------- | ----------------------------------------------------- | ----------- |
| A       | 64°43′ ю. ш. 22°09′ з. д. / 64,72° ю. ш. 22,15° з. д. | 6,5         |
| C       | 66°36′ ю. ш. 28°13′ з. д. / 66,6° ю. ш. 28,22° з. д.  | 44,2        |
| D       | 63°13′ ю. ш. 16°39′ з. д. / 63,22° ю. ш. 16,65° з. д. | 23,2        |
| E       | 66°41′ ю. ш. 21°50′ з. д. / 66,68° ю. ш. 21,83° з. д. | 31,3        |
| F       | 65°11′ ю. ш. 27°30′ з. д. / 65,19° ю. ш. 27,5° з. д.  | 8,8         |
| G       | 63°08′ ю. ш. 25°11′ з. д. / 63,13° ю. ш. 25,19° з. д. | 9,3         |
| H       | 65°37′ ю. ш. 23°35′ з. д. / 65,61° ю. ш. 23,59° з. д. | 7,0         |
| K       | 60°32′ ю. ш. 23°22′ з. д. / 60,53° ю. ш. 23,36° з. д. | 10,9        |
| N       | 63°16′ ю. ш. 25°52′ з. д. / 63,26° ю. ш. 25,86° з. д. | 9,9         |
| V       | 64°20′ ю. ш. 21°26′ з. д. / 64,34° ю. ш. 21,43° з. д. | 6,7         |
| W       | 60°58′ ю. ш. 20°20′ з. д. / 60,96° ю. ш. 20,33° з. д. | 8,5         |

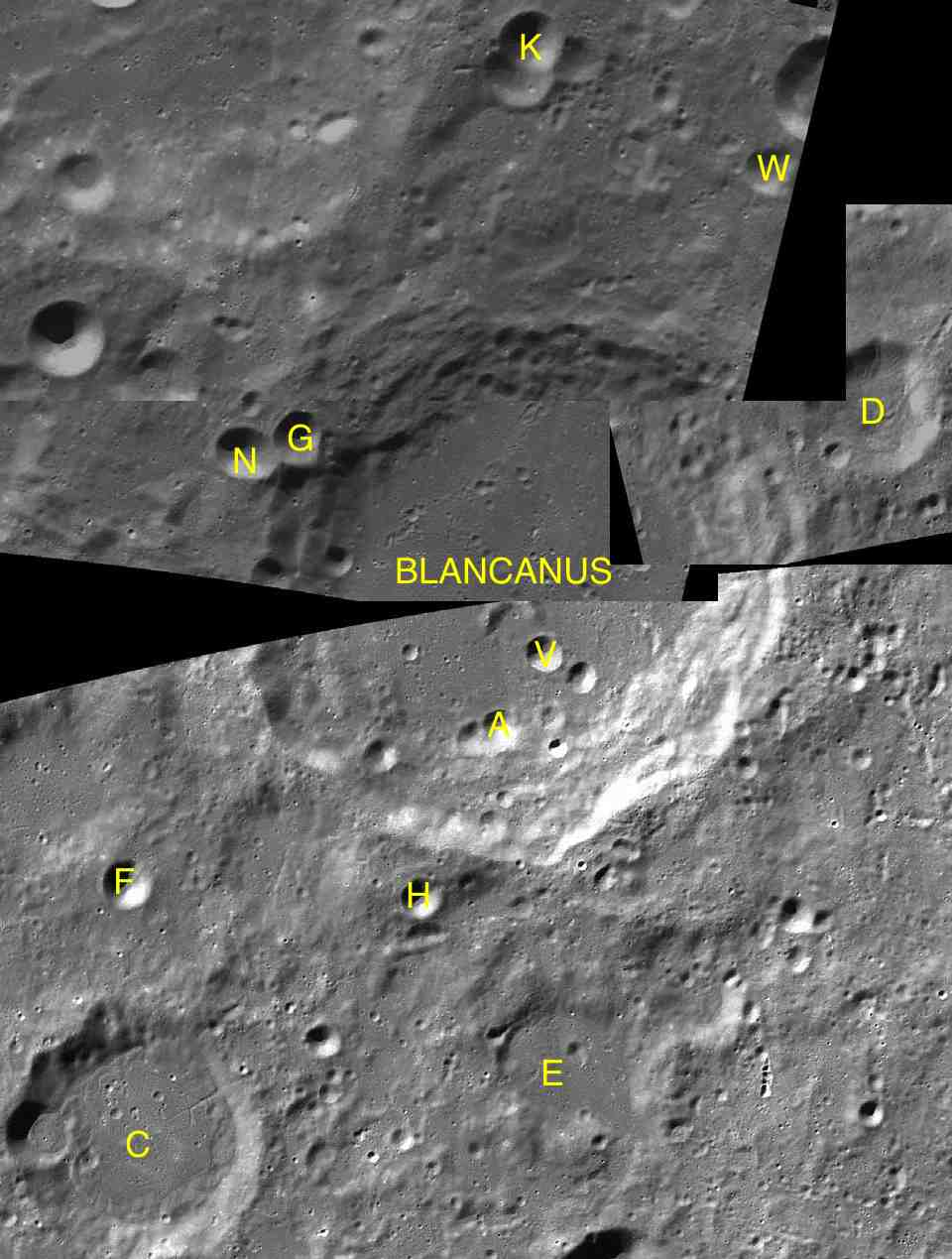
Фрагменты карт LAC-125,LAC-126, LAC-137.

- Сателлитный кратер Бланкан C является концентрическим кратером.
- Образование сателлитного кратера Бланкан C относится к нектарскому периоду[1].